# Midtjyske Motorvej
Autostrada Midtjyske Motorvej - autostrada biegnąca z południa na północ po trasie drogi krajowej nr 18 pomiędzy Brande a Herning.
Autostrada oznakowana jest jako Droga krajowa nr 18.
Planowane jest przedłużenie drogi do okolic Vejle, gdzie skrzyżuje się z Østjyske Motorvej (M60).